# Richard Chandler
Richard Chandler (Hampshire, 1738 – West Berkshire, 9 febbraio 1810) è stato un archeologo e grecista britannico.

## Biografia
Frequentò il Winchester College, e, a Oxford, il Queen's College nel 1755 e il Magdalen College nel 1757.
I suoi viaggi e gli scritti gli aprirono la carriera universitaria fino al 1775, quando lasciò l'università per ritirarsi come pastore a Reading, prendere moglie e avere 2 figli.
Grazie alle sue esperienza come viaggiatore e archeologo Chandler fu la guida ufficiale per tutti i viaggiatori in partenza per la Grecia, almeno prima della nascita delle Guide Baedeker alla fine del XIX secolo.

## I viaggi

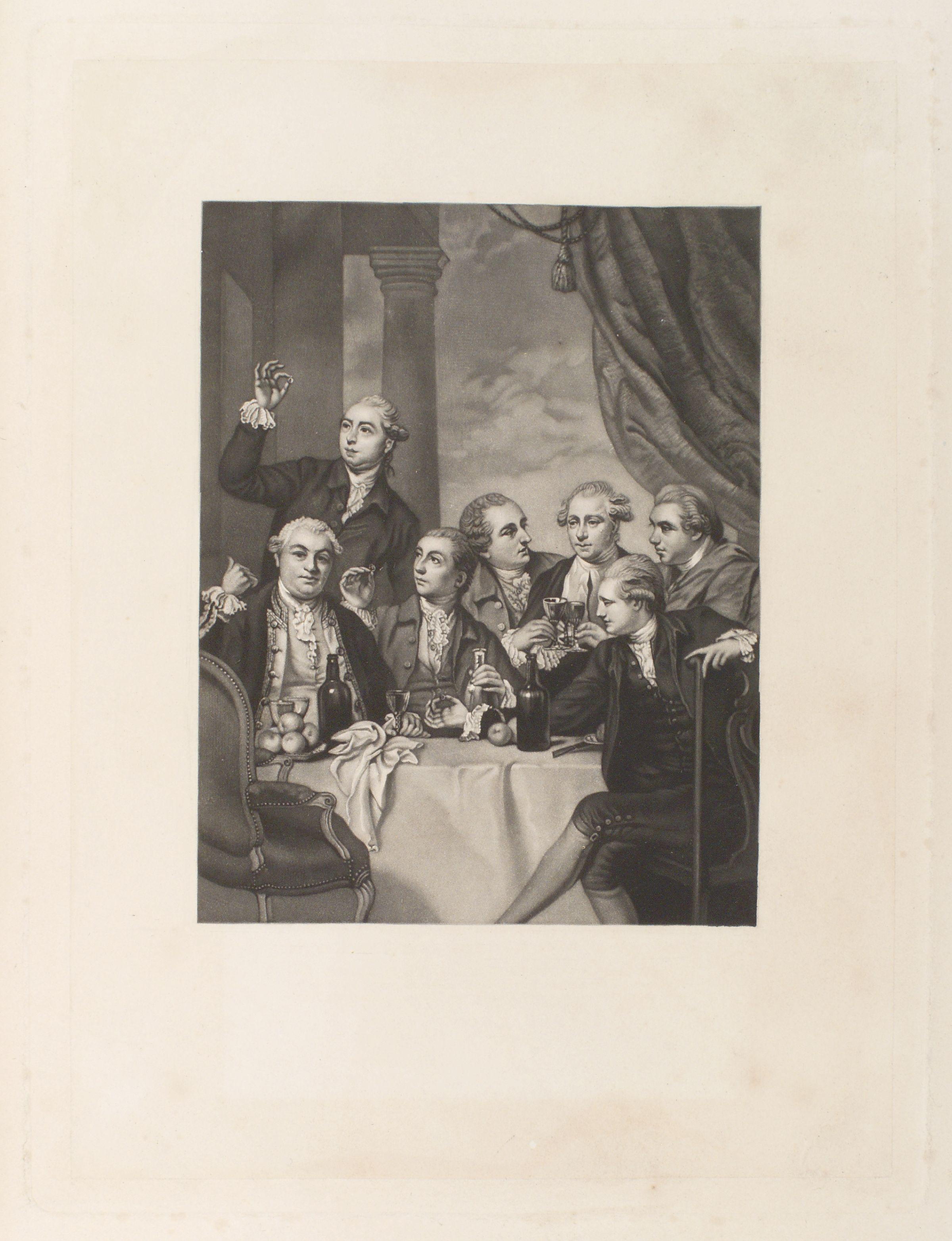
Joshua Reynolds, The Dilettanti Society

Le prime pubblicazioni di Chandler - Elegiaca Graeca (traduzioni in latino di poeti minori greci, 1759) e Marmora Oxoniensia (traduzioni di epigrafi, 1763) - gli procurarono la presentazione alla Society of Dilettanti, che nel 1764 lo incaricò di ricerche sui monumenti antichi in Grecia. Così per più di due anni, tra il 9 giugno 1764 e il 2 novembre 1766, Chandler percorse la Ionia, e poi l'Attica, l'Argolide, l'Elide, e raccolse una gran quantità di materiali che riportò in Gran Bretagna e di cui pubblicò la descrizione.
Il racconto della spedizione somiglia più alla Periegesi della Grecia di Pausania che a una relazione di ricerca: l'archeologia era all'epoca ancora archeologia del visibile, concentrata su oggetti come i monumenti visibili o i loro resti (colonne spezzate, elementi architetturali riutilizzati e così via) immediatamente riconoscibili. Gli scavi di verifica erano eccezionali.

### Viaggi in Asia Minore e Grecia
Lo scopo del viaggio fissato dalla Society era studiare con la massima precisione le regioni visitate allo scopo di dare un'idea il più possibile completa del loro stato antico e di quello attuale, con un'attenzione specifica ai monumenti antichi. I suoi compagni furono William Pars (pittore) e Nicholas Revett (architetto). Chandler era il capo e il tesoriere della spedizione, responsabile dell'aspetto storico del lavoro della squadra e redattore del diario di ricerca.
Come richiesto dalla Società, l'esplorazione dell'Asia minore fece base a Smirne, viaggiando da lì per tutta la costa, da Troia a nord a Stratonicea a sud, spingendosi ad est fino a Sardi e a Laodicea al Lico.
Lo schema del viaggio in Asia minore era questo: in tutti i villaggi e piccole città attraversati, venivano censite tutte le antichità incontrate. Gli studiosi visitarono il paese, guidati da Strabone, per localizzare le città antiche che desideravano esplorare e descrivere; ma non fu la Geografia la loro unica guida. Ebbero invece presenti anche il Voyage d'Italie, de Dalmatie, de Grèce et du Levant  di Jacob Spon (1678) e George Wheler, e la Description of the East di Richard Pococke (1743-43), confrontando e a volte rettificando le loro osservazioni e interpretazioni, e comunque fornendo le proprie
.
Il metodo archeologico basato sui resti visibili di cui si diceva sopra, indusse in errore Chandler quando individuò i resti di Efeso nella città anatolica di Aïasaluck, disseminata di splendide rovine. Egli stesso però corresse il proprio errore individuando successivamente l'effettiva posizione della città e descrivendone, come annunciato nel capitolo 35 dei Travels, "Lo stadio, il teatro, l'Odeon, il ginnasio, le vie, un tempio, la torre quadrata. Estensione della città", solo sulla base dei resti e frammenti visibili.
Al ritorno, la spedizione fece tappa ad Atene, Sunion e all'isola di Egina. Ad Atene (questa volta effettuando qualche scavo) Chandler riuscì a localizzare il Teatro di Dioniso, ancora invisibile nel 1828, sotto il Monumento coregico di Trasillo, dove si vedeva allora solo una conca coltivata, praticando dei sondaggi per scoprire tracce della muratura di sostegno del monumento di Trasillo.

### Risultati
Questa spedizione riportò in Gran Bretagna solo alcune iscrizioni originali, una delle quali proveniente dall'Eretteo, donata dalla Società dei Dilettanti al British Museum nel 1785. Infatti, tutti i risultati dei lavori, disegni, giornali di bordo o oggetti d'antiquariato raccolti appartenevano in proprio alla Società che aveva apportato i fondi. 
È interessante notare che la spedizione Chandler fu la prima ad associare la ricerca di antichità, come gli agenti dei nobili inglesi del XV secolo, ad un lavoro scientifico di studio dei monumenti, come Spon, Pococke o Stuart. Per questa via anche Chandler divenne un riferimento e una guida per gli antichisti, i viaggiatori e gli "amatori" dell'antichità.

## Pubblicazioni
Prima dei suoi viaggi:
- 1759 Elegiaca Graeca., frammenti di autori antichi con note.
- 1763 Marmora Oxoniensia., una magnifica edizione dei Marbres d'Arundel ou d'Oxford (descrizione della collezione Pomfret di statue, iscrizioni e marmi antichi oggi all'Ashmolean Museum, più esatta e completa di quelle precedentemente fornite da John Selden, Humphrey Prideaux e Michael Maittaire.

Dopo i viaggi:
- Antiquities of Ionia (Antichità ioniche), Londra, 2 vol. in-fol., 1769-1800
- Inscriptiones Antiquae pleraeque nondum editae, collect., Oxford, 1774, in-fol.
- Travels in Asia Minor. (4 edizioni inglesi: Oxford 1775 et 1825, Londres 1776 et 1817
- Travels in Greece., 4 éditions anglaises : Oxford 1776 et 1825, Dublin 1776 et Londres 1817
- Voyages en Asie-Mineure et en Grèce (Traduction en français par J.-P. Servois et Jean-Denis Barbié du Bocage des deux ouvrages Travels in Asia Minor et Travels in Greece), 2 vol. in-4, 1806
- History of Ilium or Troy (Storia di Ilium o Troia), Londra, 1802.